# 鼓浪屿协和礼拜堂
鼓浪屿协和礼拜堂（英語：Union Church）位于中国福建省厦门市思明区鼓浪屿福建路60号，是全国重点文物保护单位鼓浪屿近代建筑群的子项目之一。协和礼拜堂是鼓浪屿的第一座教堂，历史上曾是一座侨民教堂。教堂原名英国礼拜堂，又称国际礼拜堂、番仔礼拜堂。始建于1863年，1911年翻建。建筑坐西南朝东北，砖石、水泥结构，单层西式建筑。

## 历史
自鸦片战争厦门辟为通商口岸后，英、美、西班牙等国家的传教士涌入鼓浪屿传教。起初，因人口稀少，岛上未有教堂供信众礼拜。1863年，基督教英国伦敦差会、英国长老会、美国归正会共同出资建造此堂，选址位于鼓浪屿鹿礁顶。因专供外国教徒礼拜，牧师使用英语布道，最初称为“国际礼拜堂”，当地华人则称为“番仔（闽南人对西方人的称呼）礼拜堂”。1875年2月28日，来自三个教会的牧师打马字、倪为霖、施敦力在此成立厦门联合教会，促进各教派统一。1911年翻建后改称协和礼拜堂，通晓英语且地位较高的华人也受邀参加礼拜。1912年4月，英国基督教青年会派遣麦志坚来到鼓浪屿，将协和礼拜堂作为基督教青年会在厦活动会所。1949年以后，鼓浪屿上的外侨回国，将协和礼拜堂赠送给中华基督教会闽南大会，供少数华人在此聚会。1951年，交由鼓浪屿三一堂和鼓浪屿福音堂两堂负责。1952年教堂关闭，由第二医院占用。

## 建筑
教堂属于新古典主义风格，宽10米，纵深23米。门前有宽敞柱廊，由四根塔司干柱式支撑檐顶，山墙装饰三角形山花。内部屋顶设由三角形木屋架。双坡屋顶，上铺红板瓦。檐口采用红砖及多层叠涩装饰，左右里面各开五扇长方形窗，窗上饰以外凸三角。整体布局上属于西式教堂建筑，但在细节装饰上具有地方色彩。

## 保护
自协和礼拜堂停止宗教活动后，第二医院一直在此使用该建筑。1974年4月，医院意欲拆除教堂建造药剂房，后在建筑师白家欣协调下，在教堂周边加盖建筑解决用房需求。2009年，包围礼拜堂堂的建筑物被拆除。此后历经两年，至2011年完成修复，7月举行复堂典礼。华侨胡友义捐赠了古董风琴和钢琴。原规划在协和礼拜堂内开设宗教博物馆，举办音乐沙龙及西式婚礼。
2013年1月，协和礼拜堂被列入福建省第八批文物保护单位。2017年举行的第41届世界遗产大会上“鼓浪屿：国际历史社区”被正式列入《世界遗产名录》，协和礼拜堂以“代表性历史建筑、院落及设施”之名成为鼓浪屿53处核心要素的一部分。2019年10月，教堂作为鼓浪屿近代建筑群增补点的一处文物列为第八批全国重点文物保护单位，同时增补点的文物并入第六批全国重点文物保护单位鼓浪屿近代建筑群。
保护范围：堂四周各外扩20米。

## 组图

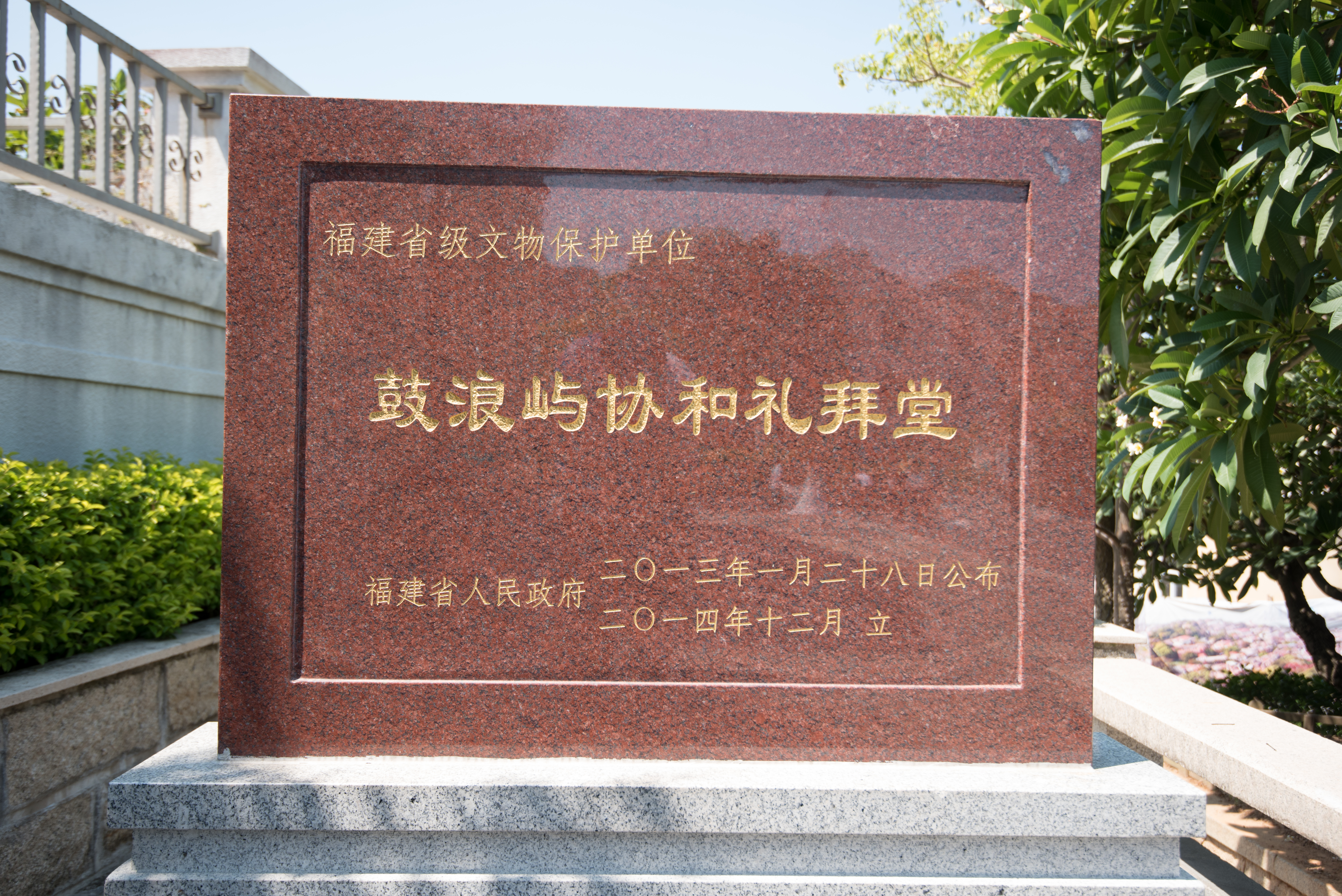
鼓浪屿协和礼拜堂省级文保碑
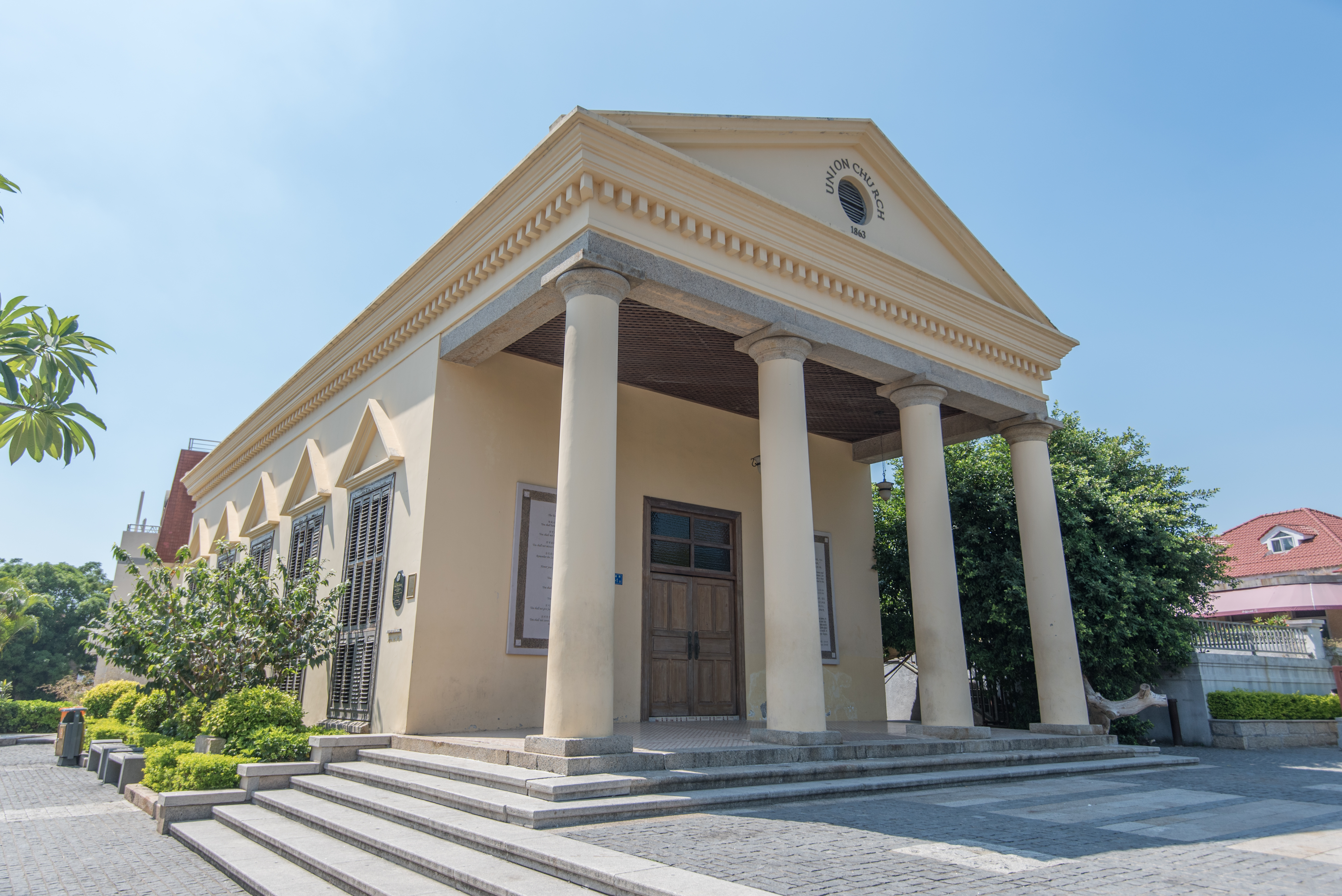
教堂门厅